# Liste des médaillées aux championnats du monde de gymnastique artistique - Barres asymétriques

## Médaillées
| Édition | Lieu                                      | Or                                                                                 | Argent                                     | Bronze                                        |
| ------- | ----------------------------------------- | ---------------------------------------------------------------------------------- | ------------------------------------------ | --------------------------------------------- |
| 1903    | Anvers                                    | Pas d'épreuves féminines                                                           | Pas d'épreuves féminines                   | Pas d'épreuves féminines                      |
| 1905    | Bordeaux                                  | Pas d'épreuves féminines                                                           | Pas d'épreuves féminines                   | Pas d'épreuves féminines                      |
| 1907    | Prague                                    | Pas d'épreuves féminines                                                           | Pas d'épreuves féminines                   | Pas d'épreuves féminines                      |
| 1909    | Luxembourg                                | Pas d'épreuves féminines                                                           | Pas d'épreuves féminines                   | Pas d'épreuves féminines                      |
| 1911    | Turin                                     | Pas d'épreuves féminines                                                           | Pas d'épreuves féminines                   | Pas d'épreuves féminines                      |
| 1913    | Paris                                     | Pas d'épreuves féminines                                                           | Pas d'épreuves féminines                   | Pas d'épreuves féminines                      |
| 1922    | Ljubljana                                 | Pas d'épreuves féminines                                                           | Pas d'épreuves féminines                   | Pas d'épreuves féminines                      |
| 1926    | Lyon                                      | Pas d'épreuves féminines                                                           | Pas d'épreuves féminines                   | Pas d'épreuves féminines                      |
| 1930    | Luxembourg                                | Pas d'épreuves féminines                                                           | Pas d'épreuves féminines                   | Pas d'épreuves féminines                      |
| 1934    | Budapest                                  | pas de finales aux engins                                                          | pas de finales aux engins                  | pas de finales aux engins                     |
| 1938    | Prague                                    | pas de finales aux engins                                                          | pas de finales aux engins                  | pas de finales aux engins                     |
| 1942    | N'a pas eu lieu (Seconde Guerre mondiale) | N'a pas eu lieu (Seconde Guerre mondiale)                                          | N'a pas eu lieu (Seconde Guerre mondiale)  | N'a pas eu lieu (Seconde Guerre mondiale)     |
| 1950    | Bâle                                      | Gertrude Kolar (AUT) Ann-Sofi Pettersson (SWE)                                     | -                                          | Helena Rakoczy (POL)                          |
| 1954    | Rome                                      | Ágnes Keleti (HUN)                                                                 | Galina Rudko (URS)                         | Helena Rakoczy (POL)                          |
| 1958    | Moscou                                    | Larissa Latynina (URS)                                                             | Eva Bosáková (TCH)                         | Polina Astakhova (URS)                        |
| 1962    | Prague                                    | Irina Pervuschina (URS)                                                            | Eva Bosáková (TCH)                         | Larissa Latynina (URS)                        |
| 1966    | Dortmund                                  | Natalia Kutchinskaya (URS)                                                         | Keiko Ikeda (JPN)                          | Taniko Mitsukuri (JPN)                        |
| 1970    | Ljubljana                                 | Karin Janz (GDR)                                                                   | Ludmila Turicheva (URS)                    | Zinaida Voronina (URS)                        |
| 1974    | Varna                                     | Annelore Zinke (GDR)                                                               | Olga Korbut (URS)                          | Ludmila Turicheva (URS)                       |
| 1978    | Strasbourg                                | Marcia Frederick (USA)                                                             | Elena Mukhina (URS)                        | Emilia Eberle (ROU)                           |
| 1979    | Fort Worth                                | Ma Yanhong (CHN) Maxi Gnauck (GDR)                                                 | -                                          | Emilia Eberle (ROU)                           |
| 1981    | Moscou                                    | Maxi Gnauck (GDR)                                                                  | Ma Yanhong (CHN)                           | Yelena Davydova (URS) Julianne McNamara (USA) |
| 1983    | Budapest                                  | Maxi Gnauck (GDR)                                                                  | Lavinia Agache (ROU) Ekaterina Szabo (ROU) | -                                             |
| 1985    | Montréal                                  | Gabriele Faehnrich (GDR)                                                           | Dagmar Kersten (GDR)                       | Hana Ricna (TCH)                              |
| 1987    | Rotterdam                                 | Dörte Thümmler (GDR) Daniela Silivaş (ROU)                                         | -                                          | Elena Shushunova (URS)                        |
| 1989    | Stuttgart                                 | Fan Di (CHN) Daniela Silivaş (ROU)                                                 | -                                          | Olga Strageva (URS)                           |
| 1991    | Indianapolis                              | Kim Gwang Suk (PRK)                                                                | Tatiana Gutsu (URS) Shannon Miller (USA)   | -                                             |
| 1992    | Paris                                     | Lavinia Miloşovici (ROU)                                                           | Elizabeth Okino (USA)                      | Mirela Pașca (ROU)                            |
| 1993    | Birmingham                                | Shannon Miller (USA)                                                               | Dominique Dawes (USA)                      | Andreea Cacovean (ROU)                        |
| 1994    | Brisbane                                  | Luo Li (CHN)                                                                       | Svetlana Khorkina (RUS)                    | Dina Kochetkova (RUS)                         |
| 1995    | Sabae                                     | Svetlana Khorkina (RUS)                                                            | Mo Huilan (CHN) Lilia Podkopayeva (UKR)    | -                                             |
| 1996    | San Juan                                  | Elena Piskun (BLR) Svetlana Khorkina (RUS)                                         | -                                          | Isabelle Severino (FRA)                       |
| 1997    | Lausanne                                  | Svetlana Khorkina (RUS)                                                            | Meng Fei (CHN)                             | Bi Wenjing (CHN)                              |
| 1999    | Tianjin                                   | Svetlana Khorkina (RUS)                                                            | Huang Mandan (CHN)                         | Ling Jie (CHN)                                |
| 2001    | Gand                                      | Svetlana Khorkina (RUS)                                                            | Renske Endel (NED)                         | Katie Heenan (USA)                            |
| 2002    | Debrecen                                  | Courtney Kupets (USA)                                                              | Oana Petrovschi (ROU)                      | Ludmila Ezhova (RUS)                          |
| 2003    | Anaheim                                   | Hollie Vise (USA) Chellsie Memmel (USA)                                            | -                                          | Elizabeth Tweddle (GBR)                       |
| 2005    | Melbourne                                 | Anastasia Liukin (USA)                                                             | Chellsie Memmel (USA)                      | Elizabeth Tweddle (GBR)                       |
| 2006    | Aarhus                                    | Elizabeth Tweddle (GBR)                                                            | Anastasia Liukin (USA)                     | Vanessa Ferrari (ITA)                         |
| 2007    | Stuttgart                                 | Ksenia Semenova (RUS)                                                              | Anastasia Liukin (USA)                     | Yang Yilin (CHN)                              |
| 2009    | Londres                                   | He Kexin (CHN)                                                                     | Koko Tsurumi (JPN)                         | Ana Porgras (ROU) Rebecca Bross (USA)         |
| 2010    | Rotterdam                                 | Elizabeth Tweddle (GBR)                                                            | Aliya Mustafina (RUS)                      | Rebecca Bross (USA)                           |
| 2011    | Tokyo                                     | Viktoria Komova (RUS)                                                              | Tatiana Nabieva (RUS)                      | Huang Qiushuang (CHN)                         |
| 2013    | Anvers                                    | Huang Huidan (CHN)                                                                 | Kyla Ross (USA)                            | Aliya Mustafina (RUS)                         |
| 2014    | Nanning                                   | Yao Jinnan (CHN)                                                                   | Huang Huidan (CHN)                         | Daria Spiridonova (RUS)                       |
| 2015    | Glasgow                                   | Fan Yilin (CHN) Viktoria Komova (RUS) Madison Kocian (USA) Daria Spiridonova (RUS) | non décernée                               | non décernée                                  |
| 2017    | Montréal                                  | Fan Yilin (CHN)                                                                    | Elena Eremina (RUS)                        | Nina Derwael (BEL)                            |
| 2018    | Doha                                      | Nina Derwael (BEL)                                                                 | Simone Biles (USA)                         | Elisabeth Seitz (GER)                         |
| 2019    | Stuttgart                                 | Nina Derwael (BEL)                                                                 | Becky Downie (GBR)                         | Sunisa Lee (USA)                              |
| 2021    | Kitakyūshū                                | Wei Xiaoyuan (CHN)                                                                 | Rebeca Andrade (BRA)                       | Luo Rui (CHN)                                 |
| 2022    | Liverpool                                 | Wei Xiaoyuan (CHN)                                                                 | Shilese Jones (USA)                        | Nina Derwael (BEL)                            |
| 2023    | Anvers                                    | Qiu Qiyuan (CHN)                                                                   | Kaylia Nemour (ALG)                        | Shilese Jones (USA)                           |

## Tableau des médailles
mis à jour après les championnats du monde de 2023.
| Rang  | Nation          | Or | Argent | Bronze | Total |
| ----- | --------------- | -- | ------ | ------ | ----- |
| 1     | Russie          | 12 | 9      | 11     | 32    |
| 2     | Chine           | 11 | 5      | 5      | 21    |
| 3     | États-Unis      | 7  | 9      | 6      | 22    |
| 4     | Allemagne       | 7  | 1      | 1      | 9     |
| 5     | Roumanie        | 3  | 3      | 5      | 11    |
| 6     | Tchécoslovaquie | 2  | 2      | 1      | 5     |
| 7     | Grande-Bretagne | 2  | 1      | 2      | 5     |
| 8     | Belgique        | 2  | -      | 2      | 4     |
| 9     | Autriche        | 1  | -      | -      | 1     |
| 9     | Suède           | 1  | -      | -      | 1     |
| 9     | Hongrie         | 1  | -      | -      | 1     |
| 9     | Corée du Nord   | 1  | -      | -      | 1     |
| 9     | Biélorussie     | 1  | -      | -      | 1     |
| 14    | Japon           | -  | 2      | 1      | 3     |
| 15    | Ukraine         | -  | 1      | -      | 1     |
| 15    | Pays-Bas        | -  | 1      | -      | 1     |
| 15    | Algérie         | -  | 1      | -      | 1     |
| 15    | Brésil          | -  | 1      | -      | 1     |
| 19    | Pologne         | -  | -      | 2      | 2     |
| 20    | France          | -  | -      | 1      | 1     |
| 20    | Italie          | -  | -      | 1      | 1     |
| TOTAL | TOTAL           | 51 | 36     | 38     | 125   |